# Traité de Washington (1836)
Pour les articles homonymes, voir Traité de Washington.

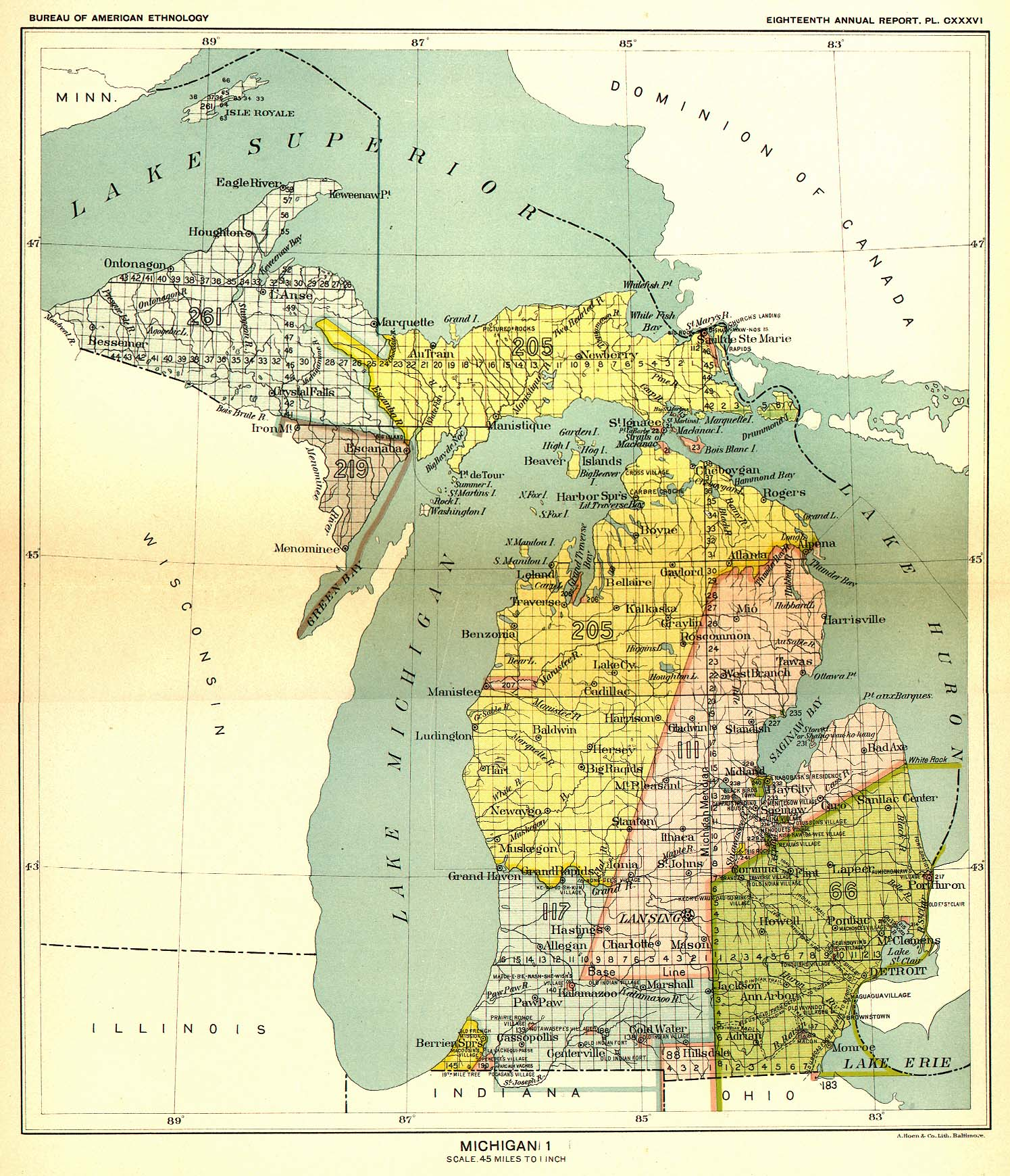
Territoire cédé par les Amérindiens à la suite du traité de 1836 : zone colorée en jaune (no 205) sur la carte.

Le traité de Washington est un traité signé en 1836 entre les États-Unis et les représentants des tribus amérindiennes des Outaouais et des Ojibwés. Les tribus cédèrent au gouvernement américain un territoire d’une superficie proche de 55 997 km2 dans les régions orientales de la péninsule supérieure du Michigan et au nord-ouest de la Péninsule inférieure du Michigan. Cette zone représente environ 37 % de la superficie de l’État du Michigan tel qu’il est en 2009. Les Amérindiens perdaient également le droit de chasse sur ces terres. En échange, les Amérindiens étaient dédommagés par un montant annuel fixe en dollars durant 20 ans.
Le traité est conclu le 28 mars 1836 à Washington D.C.. Le gouvernement américain est représenté par l’ethnographe Henry Schoolcraft qui gérait à l’époque les affaires gouvernementales concernant les Amérindiens. Le traité fut officialisé le 27 mai 1836. Un certain nombre d’Amérindiens ayant signé ce traité se feront tuer plus tard par d’autres Amérindiens qui n’étaient pas d’accord avec ce traité.